# Rhadinorhynchus bicircumspinus
Rhadinorhynchus bicircumspinus är en hakmaskart som beskrevs av Hooper 1983. Rhadinorhynchus bicircumspinus ingår i släktet Rhadinorhynchus och familjen Rhadinorhynchidae. Inga underarter finns listade i Catalogue of Life.